# Condé-sur-Sarthe
Condé-sur-Sarthe ist eine französische Gemeinde mit 2.492 Einwohnern (Stand: 1. Januar 2022) im Département Orne in der Region Normandie. Condé-sur-Sarthe gehört zum Arrondissement Alençon und zum Kanton Damigny. Die Gemeinde ist Teil des Gemeindeverbandes Communauté urbaine d’Alençon. Die Einwohner werden Condéens genannt.

## Geographie
Condé-sur-Sarthe ist eine banlieue im Westen von Alençon und liegt am Nordufer des Flusses Sarthe. Umgeben wird Condé-sur-Sarthe von den Nachbargemeinden Lonrai im Norden, Damigny im Nordosten, Alençon im Osten, Saint-Germain-du-Corbéis im Südosten, Héloup im Süden, Mieuxcé im Südwesten und Pacé im Westen.
Durch die Gemeinde führt die frühere Route nationale 12 (heutige D112).

## Bevölkerungsentwicklung
| Jahr          | 1962 | 1968 | 1975 | 1982 | 1990 | 1999 | 2006 | 2012 | 2018 |
| ------------- | ---- | ---- | ---- | ---- | ---- | ---- | ---- | ---- | ---- |
| Einwohnerzahl | 1147 | 1334 | 2305 | 2458 | 2495 | 2917 | 2875 | 2261 | 2478 |

## Sehenswürdigkeiten

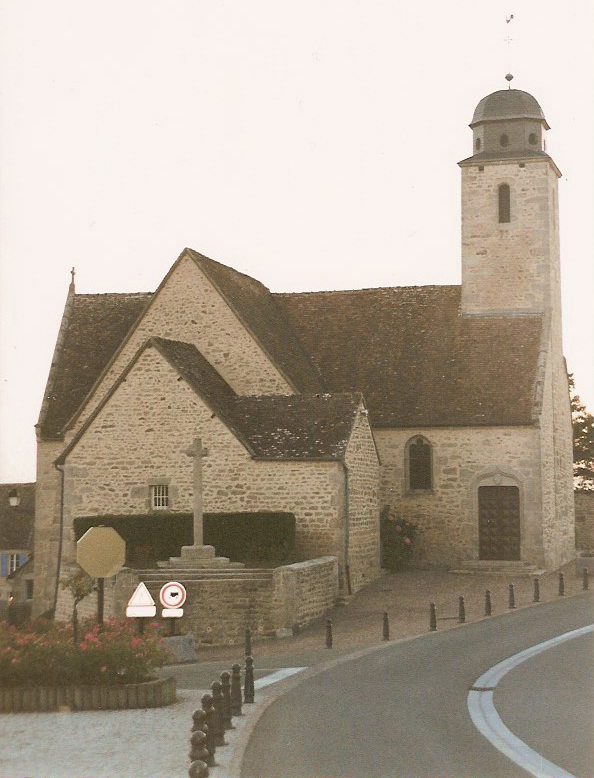
Kirche Saint-Martin

- Kirche Saint-Martin, romanischer Bau mit zahlreichen gotischen Elementen
- Schloss La Cusselière
- Rathaus
- Mühle
- Käserei Le Rustique
- La Galochère, Denkmal der Ermordeten, Mahnmal für vier ermordete Widerstandskämpfer, die am 22. Juni 1944 von der Wehrmacht erschossen wurden

## Persönlichkeiten
- Martin François Alexis Loublier (1733–1792), Priester in Condé (1766–1792), getötet während der Revolution, 1926 von Pius XI. seliggesprochen